# Mika Komatsu
Mika Komatsu o Komatsu Mika (Saitama, Japón; 17 de mayo de 1967) es el nombre de una luchadora profesional. Debutó en 1983 en All Japan Women's Pro-Wrestling y su apodo era Nin-Nin. Se retiró en 1989.

## Biografía y carrera
Al cumplir los 16 años de edad, ella debuta en All Japan Women's Pro-Wrestling en un torneo contra Yumi Ogura, quien termina siendo derrotada. Después de haber sido derrotada por Ogura, en 1984 se realiza un torneo junto a Kanako Nagatomo y luego gana un torneo para novatos.
En 1986, Komatsu se une nuevamente a Kanako Nagatomo para poder derrotar al grupo The Red Typoons, formado por Yumi Ogura y Kazue Nagahori, quienes terminan siendo derrotadas, y Komatsu con Nagatomo obtienen el título de campeonato femenino en equipo;Tag Team Campeonato Mundial WWWA. Más tarde, se une a Nagahori y Ogura para derrotar al grupo de Crane Yu, Dump Matsumoto y Drill Nakamae, quienes forman La villanía alianza. No tuvieron éxito, pues el grupo pierde ante la alianza. Luego se forma un equipo con Devil Masami y Kanako Nagatomo, para poder derrotar a Bull Nakano, quien formaba parte de La villanía alianza y Chela Salazar y Zuleyma, quienes terminan ganando el torneo en la final.  
En 1987, realiza un torneo contra Kanako Nagatomo, donde ambas terminan empatando, entonces se une Chigusa Nagayo para derrotar a The Jumping Boomb Angels, quien estaba conformado por Noriyo Tateno y Itsuki Yamazaki. En los últimos años, Yumi Ogura vuelve a realizar un equipo con Komatsu y ambas derrotan a Chigusa Nagayo y Lioness Asuka. En 1989, Yumi Ogura le realiza un partido de exhibición para la jubilación de Komatsu, cuando All Japan Women's Pro-Wrestling cumplía su 21 aniversario.
En 1998, Komatsu aparece en el 35 aniversario de la fundación, en Yokohama, ya que no había sido vista por mucho tiempo y ahora siendo felizmente casada con dos niños.[cita requerida]

## Títulos de campeonatos y logros
- Tag Team Campeonato Mundial WWWA (En equipo)
- All Japan Tag Team Championship
- 59 años de novato de la época Showa
- Japón trono individual
- Trofeo de Plata
- Trofeo de oro